# Arnulf
Arnulf, Arnolf – imię męskie pochodzenia germańskiego. Pierwszy człon imienia stanowi arn – staro-wysoko-niemiecki (stwniem.)-frankoński, średnio-dolno-niemiecki (śrdniem.) arn („orzeł”); drugim członem jest wolf – germ. wulfa > wolfa („wilk”); stwniem. wolf. Formy z -ulf są odbiciem zromanizowanego germ. -wulf. Wariantami drugiego członu są: -wulf, który stanowi kontynuację najstarszej, germańskiej formy, zachowanej w śrdniem. i dolnoniemiecki (dniem.), oraz -wolf, kontynuacja młodszej formy germańskiej, przejętej przez stwniem., średnio-wysoko-niemiecki (śrwniem.) i nowoniemiecki. Imię to notowane było w Polsce już w średniowieczu, w formie (Arnolf) (1219), Arnolfus (Arnulf) (1435). Niektóre możliwe staropolskie zdrobnienia: Arnek, Arnko.
Imię to jest interpretowane przez niektórych jako „mąż mocny, przebiegły i roztropny”. W Kościele katolickim istnieje prawie dwudziestu świętych Arnulfów/Arnolfów.

## Arnulf, Arnolfimieninyobchodzi
- 18 lipca, jako wspomnienie św. Arnulfa z Metzu oraz św. Arnulfa, wychowanka św. Remigiusza z Reims (ten drugi wspominany był niekiedy także 17 lipca)
- 15 sierpnia, jako wspomnienie św. Arnulfa, biskupa Soissons
- 19 września, jako wspomnienie św. Arnulfa, biskupa Gap[3]

## Odpowiedniki w innych językach
- łacina – Arnolfus, Arnulfus
- język francuski – Arnoul
- język hiszpański – Arnolfo
- język islandzki – Arnúlfur
- język niemiecki – Arnulf, Arnolf
- język włoski – Arnolfo

## Znane osoby o imieniu Arnulf, Arnolf
- Arnulf z Metzu (582–641) – święty, rycerz, pustelnik
- Arnulf (zm. 937) – książę Bawarii od 907
- Arnulf I Wielki (ok. 890–964) – trzeci hrabia Flandrii, potomek świętego Arnulfa z Metzu
- Arnulf z Karyntii (896–899) – cesarz
- Arnulf II Młodszy (964–988) – hrabia Flandrii
- Arnulf z Chocques – łaciński patriarcha Jerozolimy w 1099 oraz w latach 1112–1118
- Arnulf III Nieszczęśliwy (ok. 1055–1071) – hrabia Flandrii i Hainaut, najstarszy syn hrabiego Baldwina VI i Rychildy z Hainaut
- Arnolf Hlebowicz – chorąży drohicki i mielnicki, fundator altarii w kościele w Knychówku w 1557 r.
- Arnolf Janikowski – właściciel Janikowa w 1637 r.
- Arnolf Kryski – właściciel Chocenia w XVII w.
- Arnolf z Mirzyńca – rektor Uniwersytetu Jagiellońskiego w latach 1462–1463
- Arnolf Uchański (1561–1575) – wojewoda płocki
- Józef Arnulf Giedroyć – biskup żmudzki od 1803

## Arnulf, Arnolf w sztuce
- Arnolf – główny bohater Szkoły żon Moliera
- Emmelina i Arnolf (1821) – powieść sentymentalna Łucji Rautenstrauchowej z Giedroyciów